# Оськин, Дмитрий Павлович
Дмитрий Павлович О́ськин (1919—2004) — советский лётчик, ас истребительной реактивной авиации. Участник Великой Отечественной и Корейской войн, в последней командовал 523-м истребительным авиационным полком. Герой Советского Союза (1951). Генерал-лейтенант авиации (1972).

## Ранние годы
Родился в рабочей семье. Окончил 10 классов средней школы в 1937 году. Окончил аэроклуб в Тбилиси в 1938 году. Работал помощником мастера в типографии «Заря Востока» в Тбилиси.

## Великая Отечественная война и первые послевоенные годы
В ноябре 1938 года был призван в РККА. В 1940 году окончил Сталинградское военное авиационное училище. С ноября 1940 года служил в 51-м истребительном авиационном полку Забайкальского военного округа: младший лётчик, с октября 1942 — командир звена этого же полка. С апреля 1943 года — командир звена — инструктор Школы воздушных асов при 12-й воздушной армии (Забайкальский фронт). С июля 1943 года служил в 22-м истребительном авиационном полку 245-й истребительной авиационной дивизии в 12-й воздушной армии: — командир эскадрильи, заместитель командира эскадрильи. После трёхлетней службы в Забайкалье в марте 1944 года был направлен на учёбу в Высшую офицерскую школу ВВС в Липецке, которую окончил августе 1944 года.
Сразу после окончания школы направлен командиром звена в 863-й истребительный авиационный полк, который находился на переобучении в Харьковском военном округе. освоил истребители Ла-5 и Ла-7, в сентябре переведён в старшие лётчики (с понижением). В октябре 1944 года с полком прибыл в действующую армию и с этого времени участвовал в Великой Отечественной войне. Полк сражался в составе 129-й иад (1-я воздушной армии (3-й Белорусский фронт), участвовал в Гумбиннен-Гольдапской и в Восточно-Прусской наступательных операциях. С января 1945 года вновь был командиром звена, с апреля того же года — заместитель командира и штурман эскадрильи. На Ла-5 выполнил 66 боевых вылетов, провёл 2 воздушных боя, но побед над самолётами противника не имел. Практически все боевые вылеты выполнил на сопровождение бомбардировщиков и штурмовиков, большинство из них — с попутной штурмовкой наземных позиций. Уничтожил 7 автомашин и до 40 солдат противника, подавил огонь 2 батарей малокалиберной зенитной артиллерии. За отвагу награждён двумя боевыми орденами.
После войны продолжал службу в ВВС. С ноября 1945 года служил помощником командира 863-го истребительного авиационного полка по воздушно-стрелковой службе (полк вместе с 129-й истребительной авиадивизией в составе 1-й воздушной армии был передан в Белорусский военный округ). С апреля 1947 года — начальник воздушно-стрелковой службы 9-го гвардейского истребительного авиационного полка, а с октября 1947 года служил на такой же должности в 9-м гвардейском истребительном авиационном полку 303-й истребительной авиадивизии в том же округе. В мае 1949 года назначен помощником командира 18-го гвардейского ИАП по тактике воздушного боя и теории воздушной стрельбы (тогда же полк и дивизия были переданы в 78-ю воздушную истребительную армию ПВО Московского района ПВО).

## Корейская война
Вскоре после начала Корейской войны, в июне 1950 года весь полк и дивизия были переведены на Дальний Восток, где вошли в состав Приморского военного округа.
Осенью 1950 года полк был передислоцирован в Северный Китай, передан в 64-й истребительный авиационный корпус и стал готовиться к боям, а в мае 1951 года начал боевые действия. Будучи помощником командира 18-го гв. ИАП, Дмитрий Оськин на реактивном истребителе МиГ-15 сбил 3 американских самолёта лично и 1 в группе. В сентябре 1951 года назначен заместителем командира и лётчиком-инспектором по технике пилотирования и теории полёта 523-го истребительного авиационного полка, а уже 20 октября 1951 года стал командиром этого полка. Несмотря на высокую должность, участвовал практически во всех боях полка, показывая личный пример лётчикам и стал лучшим асом своего полка. В боях участвовал с 28 мая 1951 года по 1 марта 1952 года, совершил около 150 боевых вылетов, провёл более 60 воздушных боёв, сбил 15 самолётов противника лично и 1 в составе группы. Только за октябрь 1951 года одержал 8 побед. Отличные результаты были и у полка в целом: на его счет записаны 102 победы, свои потери составили 5 лётчиков. Не все заявленные Оськиным победы подтверждаются. Например, 24 октября 1951 года ему записано два сбитых австралийских «Метеора», по данным других авторов ему удалось подбить один, который вернулся на аэродром. 28 ноября 1951 года Оськину засчитано 2 сбитых F-86, а всего советским лётчикам в тот день засчитано 9 сбитых F-86, но американской стороной признана потеря только одного (F-86E серийный номер 50-0673 1-го лейтенанта Дейтона Регланда).
Указом Президиума Верховного Совета СССР от 13 ноября 1951 года за мужество и отвагу, проявленные при выполнении воинского долга майору Дмитрию Павловичу Оськину присвоено звание Героя Советского Союза с вручением ордена Ленина и медали «Золотая Звезда» (№ 9286).

## Мирное время
После войны остался служить в ВВС. В августе 1953 года был направлен на учёбу в Военно-воздушную академию в Монино, окончил её в 1956 году. С декабря 1956 года — заместитель командира 1-й гвардейской истребительной авиационной дивизии по лётной подготовке (30-я воздушная армия, Прибалтийский военный округ), с июля 1957 по октябрь 1959 года командовал этой дивизией.
В 1961 году окончил авиационный факультет Военной академии Генерального штаба Вооружённых Сил СССР. С августа 1961 года — заместитель командира 61-го гвардейского истребительного авиационного корпуса 24-й воздушной армии Группы советских войск в Германии, а с июля 1964 года — заместитель командующего 24-й воздушной армией по противовоздушной обороне, с августа 1965 года — заместитель командующего 24-й воздушной армии по боевой подготовке, с декабря 1967 года — первый заместитель командующего 24-й воздушной армией. С мая 1970 года — генерал-инспектор дальней и фронтовой бомбардировочной авиации ВВС Главной инспекции Министерства обороны СССР. С ноября 1980 года — заместитель генерал-инспектора ВВС Инспекции ВВС Главной инспекции Министерства обороны СССР. 
С января 1987 года — в отставке.
Член ВКП(б)/КПСС с 1943 года.
Жил в Москве. Умер 25 января 2004 года. Похоронен на Николо-Архангельском кладбище в Москве.

## Воинские звания
- Младший лейтенант (10.10.1940)
- Лейтенант (23.01.1942)
- Старший лейтенант (19.06.1943)
- Капитан (10.07.1947)
- Майор (4.08.1951)
- Подполковник (13.04.1956)
- Полковник (29.07.1957)
- Генерал-майор авиации (27.04.1962)
- Генерал-лейтенант авиации (15.12.1972)

## Награды
- медаль «Золотая Звезда» Героя Советского Союза (13.11.1951);
- два ордена Ленина (13.11.1951, 31.10.1967);
- орден Октябрьской Революции (27.12.1982);
- орден Александра Невского (31.05.1945)[6]
- орден Отечественной войны 1 степени (11.03.1985);
- орден Отечественной войны 2 степени (3.03.1945)[7];
- три ордена Красной Звезды (26.08.1945, 10.10.1951, 30.04.1954);
- орден «За службу Родине в Вооружённых Силах СССР» 3 степени (17.02.1976);
- медаль «За боевые заслуги» (20.06.1949);
- медаль «За взятие Кёнигсберга» (1945);
- другие медали СССР;
- медали иностранных государств;
- Заслуженный военный лётчик СССР (18.08.1972).